# Sportåret 2021
Sportåret 2021 präglades inledningsvis av coronapandemin, och publiken vid många av tävlingarna var kraftigt begränsad vid årets början. Framåt maj–juni började alltfler länder mildra restriktionerna, allteftersom vaccineringen påbörjats, och fler åskådare kunde släppas in.

## Händelser

### Allmänt
- 23 juli–8 augusti - Olympiska sommarspelen avgörs i Tokyo i Japan. Spelen har, på grund av pandemin, skjutits ett år framåt i tiden. På grund av den pågående pandemin avgörs spelen utan publik.[1][2]
- 24 augusti–5 september - Paralympiska sommarspelen avgörs i Tokyo i Japan. Precis som vid olympiska spelen fyra veckor tidigare har tävlingarna skjutits upp ett år framåt i tiden, och avgörs utan publik, på grund av den pågående pandemin.[3]

### Bandy
- 27 mars - Svenska bandyfinalen för damer spelas i Recoverhallen i Uppsala i Sverige. Villa Lidköping BK besegrar Västerås SK BK med 6–3.[4]

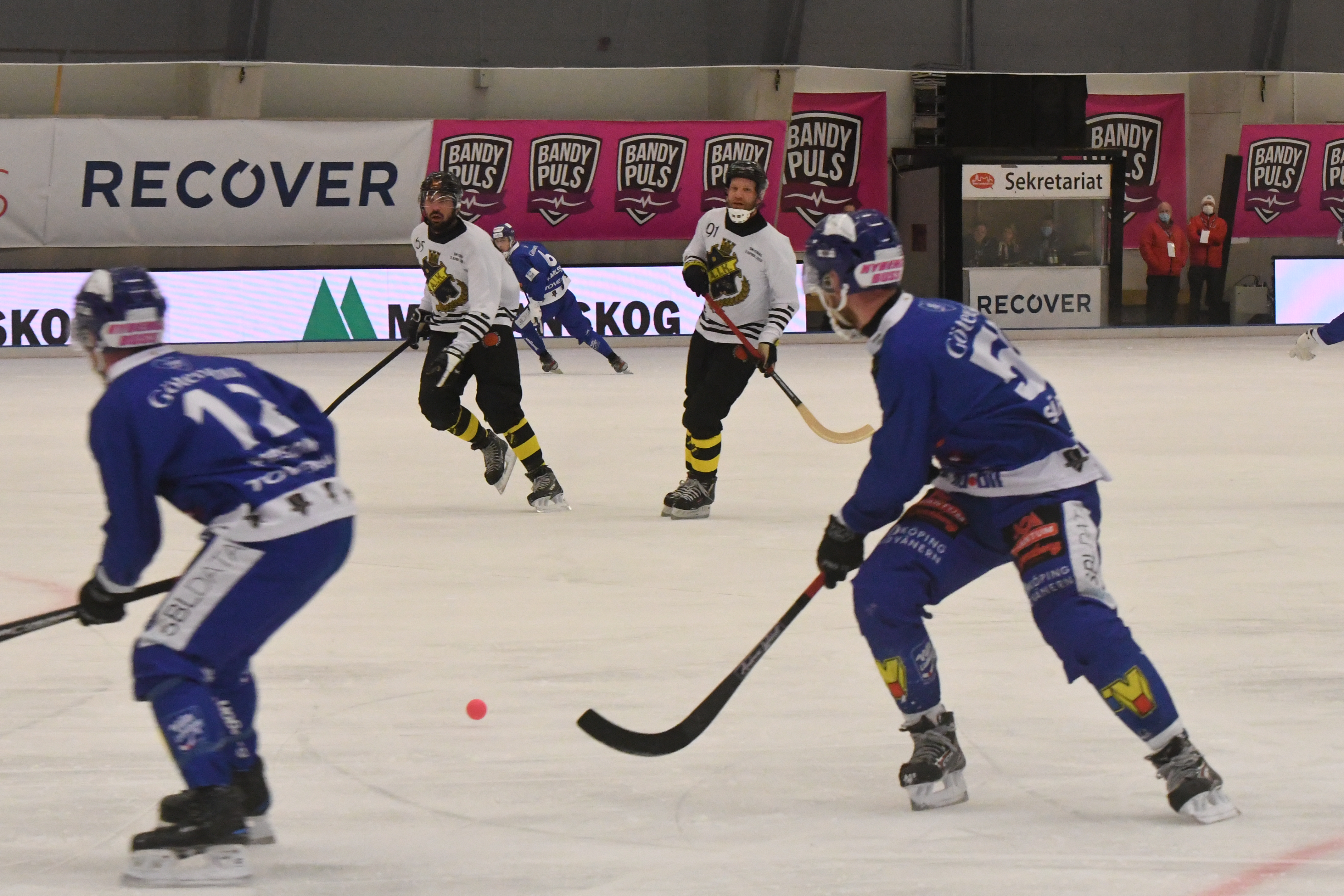
Villa Lidköping BK besegrar AIK och blir svenska herrmästare i bandy.

- 3 april - Svenska bandyfinalen för herrar spelas i Recoverhallen i Uppsala i Sverige. Villa Lidköping BK besegrar AIK med 5–4 efter förlängning.[5]

### Baseboll
- 2 november - National League-mästarna Atlanta Braves vinner World Series med 4-2 i matcher över American League-mästarna Houston Astros.[6]

### Fotboll
- 10 juli - Argentina vinner Copa América genom att besegra Brasilien med 1–0 efter straffsparksläggning i finalmatchen på Maracanastadion i Rio de Janeiro i Brasilien.[7]

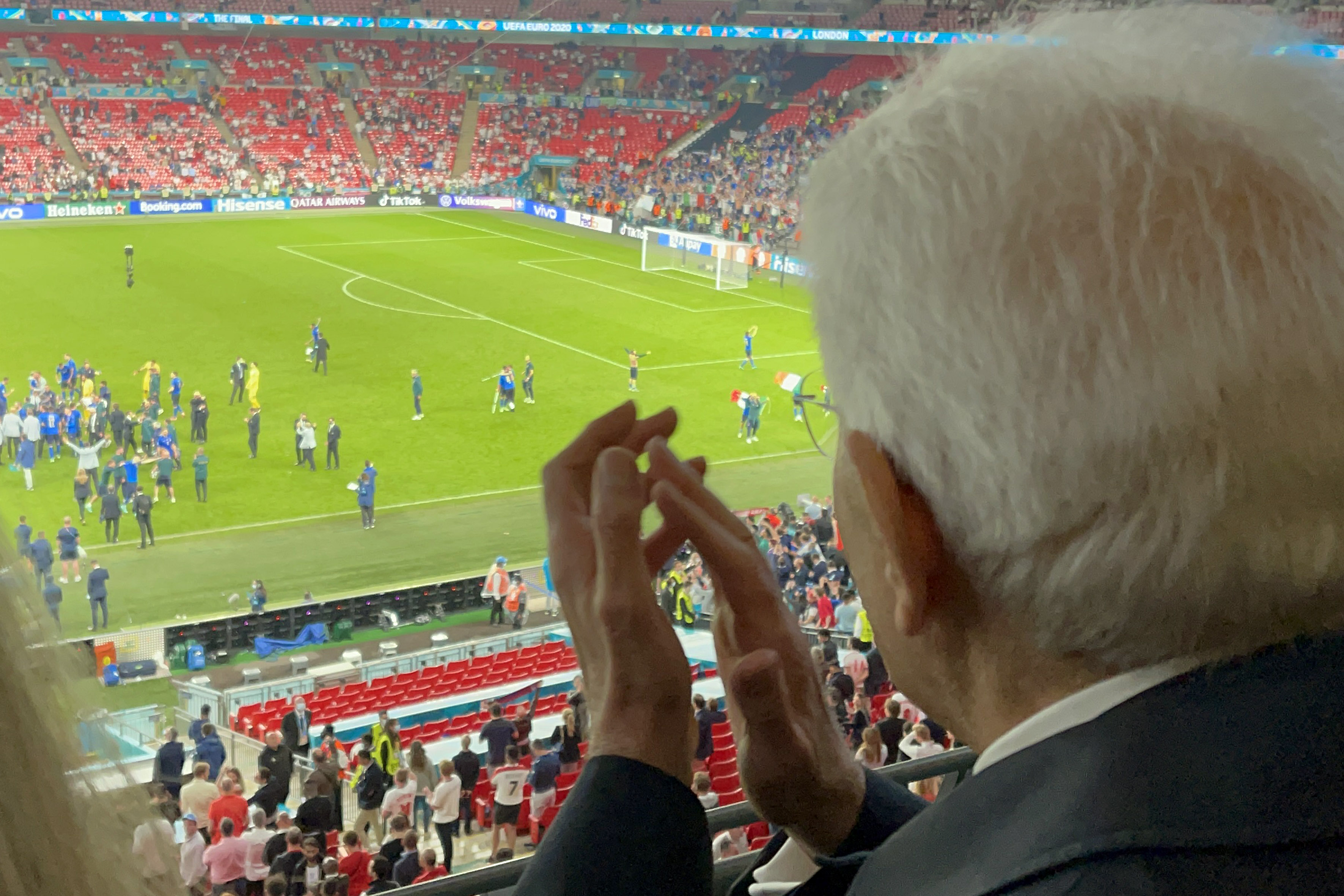
Italien Europamästare.

- 11 juli - Italien vinner Europamästerskapet, som detta år spelats på olika platser runtom i Europa och skjutits ett år framåt i tiden på grund av pandemin, genom att besegra England med 3–2 efter straffsparksläggning i finalmatchen på Wembley Stadium i London i England i Storbritannien.[8]
- 1 augusti - USA vinner Concacaf Gold Cup genom att besegra Mexiko med 1–0 i finalmatchen på Allegiant Stadium i Paradise i Nevada i USA.[9]
- 10 oktober - Frankrike blir Uefa Nations League-mästare genom att besegra Spanien med 2–1 i finalen på San Siro i Milano.[10]

### Handboll
- 31 januari - Världsmästerskapet för herrar spelas i Egypten. Danmark vinner turneringen genom att besegra Sverige med 26–24 i finalen.[11] medan Spanien besegrar Frankrike med 35–29 i matchen om bronsmedaljerna.[12]
- 19 december - Världsmästerskapet för damer spelas i Spanien. Norge vinner turneringen genom att besegra Frankrike med 29–22 i finalen medan Danmark besegrar Spanien med 35–28 i matchen om bronsmedaljerna.[13]

### Innebandy
- 5 december: Sverige vinner världsmästerskapet för damer, som spelas i Uppsala i Sverige, genom att besegra Finland med 3–2 efter förlängning i finalen.[14]
- 11 december: Sverige vinner världsmästerskapet för herrar, som spelas i Helsingfors i Finland och skjutits fram ett år i tiden på grund av pandemin, genom att besegra Finland med 6–4 i finalen.[15]

### Ishockey
- 6 januari - Juniorvärldsmästerskapet spelas i Kanada. USA vinner med 2–0 över Kanada i finalen, medan 2–0 Finland besegrar Ryssland med 4–1 i bronsmatchen.[16]
- 29 mars - Luleå HF blir svenska dammästare genom att besegra Brynäs IF med 3–2 efter förlängning vid tredje finalmatchen i Coop Norrbotten Arena i Luleå.[17]
- 10 maj - Växjö Lakers HC blir svenska herrmästare efter att ha vunnit finalserien mot Rögle BK med 4–1 i matcher.[18][19]
- 6 juni - Världsmästerskapet för herrar, som spelas i Riga i Lettland, vinns av Kanada, som besegrar Finland med 3–2 i finalmatchen, medan USA besegrar Tyskland med 6–1 i matchen om tredje pris.[20][21]
- 7 juli: Tampa Bay Lightning vinner Stanley Cup, vars slutspel på grund av pandemin skjutits fram med några veckors tid, genom att besegra Montréal Canadiens med 1–0 på hemmais i femte finalen, och vinner därmed finalserien med 4–1.[22]
- 31 augusti - Världsmästerskapet för damer, som spelas i Calgary i Alberta, Kanada och skjutits upp från april på grund av pandemin, vinns av Kanada, som besegrar USA med 3–2 efter förlängning i finalmatchen, medan Finland besegrar Schweiz med 3–1 i matchen om tredje pris.[23][24]

### Motorsport

#### Formel 1
- 28 mars–12 december - Formel 1-säsongen 2021.[25]

#### Sportvagnsracing
- 30-31 januari – Filipe Albuquerque, Hélio Castroneves, Alexander Rossi och Ricky Taylor vinner Daytona 24-timmars med en Acura ARX-05 för Wayne Taylor Racing.[26]
- 22 augusti – Mike Conway, Kamui Kobayashi och José María López vinner Le Mans 24-timmars med en Toyota GR010 Hybrid.[27]

#### Indycar
- 30 maj – Hélio Castroneves vinner den 105:e upplagan av Indianapolis 500 för Meyer Shank Racing.[28]
- 12 juni – Marcus Ericsson tar sin första vinst i Indycar.[29]

### Travsport
- 31 januari – Björn Goop segrar i Prix d'Amérique med Face Time Bourbon, och tar därmed sin tredje seger i loppet.[30]
- 7 augusti — Captain Corey och Åke Svanstedt segrar i unghästloppet Hambletonian Stakes på Meadowlands Racetrack.

### Volleyboll
- 4 september: Italien vinner Europamästerskapet för damer genom att besegra Serbien med 3–1 i finalen i Belgrad i Serbien.[31]
- 19 september: Italien vinner Europamästerskapet för herrar genom att besegra Slovenien med 3–1 i finalen i Katowice i Polen.[32]

## Kalender

### Januari
| Datum                             | Sport                         | Plats                                                       | Tävling                                               | Vinnare                                  | Ref    |
| --------------------------------- | ----------------------------- | ----------------------------------------------------------- | ----------------------------------------------------- | ---------------------------------------- | ------ |
| 26 december 2020 – 3 januari 2021 | Schack                        | Online                                                      | Airthings Masters                                     | Teimour Radjabov                         | [ 33 ] |
| 26 december 2020 – 5 januari 2021 | Ishockey                      | Edmonton                                                    | Junior-VM i ishockey 2021                             | USA                                      | [ 34 ] |
| 29 december 2020 – 6 januari 2021 | Backhoppning                  | Tyskland / Österrike                                        | Tysk-österrikiska backhopparveckan 2020/2021          | Kamil Stoch                              | [ 35 ] |
| 1 – 10 januari                    | Längdåkning                   | Schweiz / Italien                                           | Tour de Ski 2021                                      | Aleksandr Bolsjunov Jessica Diggins      | [ 36 ] |
| 2 – 3 januari                     | Rodel                         | Winterberg                                                  | Världscupen i rodel                                   | se huvudartikel                          | [ 37 ] |
| 3 och 6 januari                   | Alpin skidsport               | Zagreb (herrar och damer)                                   | Världscupen i alpin skidåkning                        | se huvudartikel                          | [ 38 ] |
| 3 – 15 januari                    | Rally                         | Saudiarabien                                                | Dakarrallyt 2021                                      | se resultat                              | [ 39 ] |
| 5 – 13 januari                    | Tennis                        | Delray Beach                                                | Delray Beach Open 2021                                | Hubert Hurkacz                           | [ 40 ] |
| 5 – 13 januari                    | Tennis                        | Antalya                                                     | Antalya Open 2021                                     | Alex de Minaur                           | [ 40 ] |
| 5 – 13 januari                    | Tennis                        | Abu Dhabi                                                   | Abu Dhabi Open 2021                                   | Aryna Sabalenka                          | [ 41 ] |
| 7 – 10 januari                    | Skidskytte                    | Oberhof                                                     | Världscupen i skidskytte                              | se huvudartikel                          | [ 42 ] |
| 7 – 10 januari                    | Golf                          | Kapalua                                                     | Sentry Tournament of Champions (PGA-touren)           | Harris English                           | [ 43 ] |
| 8 – 10 januari                    | Alpin skidsport               | Adelboden (herrar) St. Anton (damer)                        | Världscupen i alpin skidåkning                        | se huvudartikel                          | [ 38 ] |
| 9 januari                         | Freestyle                     | Kreischberg (big air)                                       | Världscupen i freestyle                               | se huvudartikel                          | [ 44 ] |
| 8 – 9 januari                     | Snowboard                     | Scuol (parallellslalom) Kreischberg (big air)               | Världscupen i snowboard                               | se huvudartikel                          | [ 45 ] |
| 9 – 10 januari                    | Backhoppning                  | Titisee-Neustadt (herrar)                                   | Världscupen i backhoppning                            | se huvudartikel                          | [ 46 ] |
| 9 – 10 januari                    | Rodel                         | Sigulda                                                     | Världscupen i rodel                                   | se huvudartikel                          | [ 37 ] |
| 9 – 10 januari                    | Rodel                         | Sigulda                                                     | EM i rodel 2021                                       | Ryssland                                 | [ 37 ] |
| 9 – 10 januari                    | Bob                           | Winterberg                                                  | EM i bob 2021                                         | Tyskland                                 | [ 47 ] |
| 9 – 10 januari                    | Bob                           | Winterberg                                                  | Världscupen i bob                                     | se huvudartikel                          | [ 48 ] |
| 9 – 10 januari                    | Skeleton                      | Winterberg                                                  | Världscupen i skeleton                                | se huvudartikel                          | [ 48 ] |
| 12 januari                        | Alpin skidsport               | Flachau (damer)                                             | Världscupen i alpin skidåkning                        | se huvudartikel                          | [ 38 ] |
| 12 – 17 januari                   | Badminton                     | Bangkok                                                     | Thailand Open 1 (BWF World Tour)                      | Viktor Axelsen Carolina Marín            | [ 49 ] |
| 13 – 17 januari                   | Skidskytte                    | Oberhof                                                     | Världscupen i skidskytte                              | se huvudartikel                          | [ 42 ] |
| 14 – 17 januari                   | Golf                          | Honolulu                                                    | Sony Open in Hawaii (PGA-touren)                      | Kevin Na                                 | [ 43 ] |
| 13 – 31 januari                   | Handboll                      | Egypten                                                     | Handbolls-VM för herrar 2021                          | Danmark                                  | [ 50 ] |
| 15 – 17 januari                   | Alpin skidsport               | Maribor (damer)                                             | Världscupen i alpin skidåkning                        | se huvudartikel                          | [ 38 ] |
| 15 – 17 januari                   | Nordisk kombination           | Val di Fiemme                                               | Världscupen i nordisk kombination                     | se huvudartikel                          | [ 51 ] |
| 15 – 31 januari                   | Schack                        | Wijk aan Zee                                                | Tata Steel Chess Tournament 2021                      | Jorden van Foreest                       |        |
| 16 januari                        | Snowboard                     | Montafon (snowboardcross)                                   | Världscupen i snowboard                               | inställd på grund av coronaviruspandemin | [ 45 ] |
| 16 – 17 januari                   | Freestyle                     | Jaroslavl (hopp)                                            | Världscupen i freestyle                               | se huvudartikel                          | [ 44 ] |
| 16 – 17 januari                   | Hastighetsåkning på skridskor | Heerenveen                                                  | EM i hastighetsåkning på skridskor 2021               | Nederländerna                            | [ 52 ] |
| 16 – 17 januari                   | Backhoppning                  | Zakopane (herrar)                                           | Världscupen i backhoppning                            | se huvudartikel                          | [ 46 ] |
| 16 – 17 januari                   | Rodel                         | Oberhof                                                     | Världscupen i rodel                                   | se huvudartikel                          | [ 37 ] |
| 16 – 17 januari                   | Bob                           | St. Moritz                                                  | Världscupen i bob                                     | se huvudartikel                          | [ 48 ] |
| 16 – 17 januari                   | Skeleton                      | St. Moritz                                                  | Världscupen i skeleton                                | se huvudartikel                          | [ 48 ] |
| 16 – 19 januari                   | Längdåkning                   | Trondheim                                                   | Norska mästerskapen i nordisk skidsport 2021 del 1    | se resultat                              | [ 53 ] |
| 16 januari – 7 februari           | Fotboll                       | Kamerun                                                     | African Nations Championship                          | Marocko                                  | [ 54 ] |
| 19 – 24 januari                   | Badminton                     | Bangkok                                                     | Thailand Open 2 (BWF World Tour)                      | Viktor Axelsen Spanien Carolina Marín    | [ 49 ] |
| 20 – 24 januari                   | Freestyle                     | Idre (skicross) Moskva (hopp)                               | Världscupen i freestyle                               | se huvudartikel                          | [ 44 ] |
| 21 – 24 januari                   | Rally                         | Gap                                                         | Rallye Monte-Carlo (Rally-VM)                         | Sébastien Ogier                          | [ 55 ] |
| 21 – 24 januari                   | Golf                          | La Quinta                                                   | The American Express (PGA-touren)                     | Kim Si-woo                               | [ 43 ] |
| 21 – 24 januari                   | Golf                          | La Quinta                                                   | Diamond Resorts Tournament of Champions (LPGA-touren) | Jessica Korda                            | [ 56 ] |
| 21 – 24 januari                   | Skidskytte                    | Antholz                                                     | Världscupen i skidskytte                              | se huvudartikel                          | [ 42 ] |
| 22 – 24 januari                   | Short track                   | Gdańsk                                                      | EM i short track 2021                                 | Semjon Jelistratov Suzanne Schulting     | [ 57 ] |
| 22 – 24 januari                   | Snowboard                     | Laax (halfpipe och slopestyle)                              | Världscupen i snowboard                               | se huvudartikel                          | [ 45 ] |
| 22 – 24 januari                   | Alpin skidsport               | Kitzbühel (herrar) Crans-Montana (damer)                    | Världscupen i alpin skidåkning                        | se huvudartikel                          | [ 38 ] |
| 23 – 24 januari                   | Backhoppning                  | Lahtis (herrar) Ljubno ob Savinji (damer)                   | Världscupen i backhoppning                            | se huvudartikel                          | [ 46 ] |
| 23 – 24 januari                   | Längdåkning                   | Lahtis                                                      | Världscupen i längdåkning                             | se huvudartikel                          | [ 58 ] |
| 23 – 24 januari                   | Nordisk kombination           | Lahtis                                                      | Världscupen i nordisk kombination                     | se huvudartikel                          | [ 51 ] |
| 23 – 24 januari                   | Rodel                         | Innsbruck                                                   | Världscupen i rodel                                   | se huvudartikel                          | [ 37 ] |
| 23 – 24 januari                   | Bob                           | Königssee                                                   | Världscupen i bob                                     | se huvudartikel                          | [ 48 ] |
| 23 – 24 januari                   | Skeleton                      | Königssee                                                   | Världscupen i skeleton                                | se huvudartikel                          | [ 48 ] |
| 24 – 31 januari                   | Skidskytte                    | Duszniki-Zdrój                                              | EM i skidskytte 2021                                  | Lettland / Polen                         | [ 59 ] |
| 26 januari                        | Alpin skidsport               | Schladming (herrar) Kronplatz (damer)                       | Världscupen i alpin skidåkning                        | se huvudartikel                          | [ 38 ] |
| 27 – 31 januari                   | Badminton                     | Bangkok                                                     | BWF World Tour Finals 2020                            | Anders Antonsen Tai Tzu-ying             | [ 49 ] |
| 28 – 31 januari                   | Extremsport                   | Aspen                                                       | Vinter-X Games Aspen 2021                             | USA                                      | [ 60 ] |
| 28 – 31 januari                   | Golf                          | San Diego                                                   | Farmers Insurance Open (PGA-touren)                   | Patrick Reed                             | [ 43 ] |
| 28 – 31 januari                   | Freestyle                     | Feldberg (skicross) Calgary (skicross, puckelpist och hopp) | Världscupen i freestyle                               | inställd på grund av coronaviruspandemin | [ 44 ] |
| 29 – 31 januari                   | Backhoppning                  | Willingen (herrar) Titisee-Neustadt (damer)                 | Världscupen i backhoppning                            | se huvudartikel                          | [ 46 ] |
| 29 – 31 januari                   | Nordisk kombination           | Seefeld                                                     | Världscupen i nordisk kombination                     | se huvudartikel                          | [ 51 ] |
| 29 – 31 januari                   | Rodel                         | Königssee                                                   | VM i rodel 2021                                       | Tyskland                                 | [ 61 ] |
| 30 januari                        | Freestyle                     | Minsk (hopp)                                                | Världscupen i freestyle                               | se huvudartikel                          | [ 44 ] |
| 30 januari                        | Snowboard                     | Moskva (parallellslalom)                                    | Världscupen i snowboard                               | se huvudartikel                          | [ 45 ] |
| 30 – 31 januari                   | Längdåkning                   | Falun                                                       | Världscupen i längdåkning                             | se huvudartikel                          | [ 58 ] |
| 30 – 31 januari                   | Alpin skidsport               | Chamonix (herrar) Tyskland Garmisch-Partenkirchen (damer)   | Världscupen i alpin skidåkning                        | se huvudartikel                          | [ 38 ] |
| 30 – 31 januari                   | Cykling                       | Oostende                                                    | VM i cykelcross 2021                                  | Nederländerna                            | [ 62 ] |
| 31 januari – 6 februari           | Tennis                        | Melbourne                                                   | Great Ocean Road Open 2021                            | Jannik Sinner                            | [ 40 ] |
| 31 januari – 6 februari           | Tennis                        | Melbourne                                                   | Murray River Open 2021                                | Dan Evans                                | [ 40 ] |
| 31 januari – 6 februari           | Tennis                        | Melbourne                                                   | Yarra Valley Classic 2021                             | Ashleigh Barty                           |        |
| 31 januari – 6 februari           | Tennis                        | Melbourne                                                   | Gippsland Trophy 2021                                 | Elise Mertens                            | [ 41 ] |

## Avlidna
- 1 januari – Harald Maartmann, 94, norsk längdåkare[63]
- 1 januari – Floyd Little, 78, utövare av amerikansk fotboll, Denver Broncos[64]
- 5 januari – Colin Bell, 74, engelsk fotbollsspelare, Bury, Manchester City, Englands landslag[65]
- 22 januari – Luton Shelton, 35, jamaicansk fotbollsspelare
- 5 februari – Leon Spinks, 67, amerikansk boxare
- 13 februari – Inger Bjørnbakken, 87, norsk alpin skidåkare
- 15 februari – Leopoldo Luque, 71, argentinsk fotbollsspelare
- 23 februari – Tormod Knutsen, 89, norsk utövare av nordisk kombination
- 26 februari – Alfredo Quintana, 32, portugisisk handbollsspelare
- 26 februari – Hannu Mikkola, 78, finsk rallyförare
- 1 mars – Ian St John, 82, skotsk fotbollsspelare
- 13 mars – Marvin Hagler, 66, amerikansk boxare
- 20 mars – Peter Lorimer, 74, skotsk fotbollsspelare
- 21 april – Håkon Brusveen, 93, norsk längdåkare
- 26 april – Tamara Press, 83, rysk friidrottare
- 5 maj – Bertil "Bebben" Johansson, 86, svensk fotbollsspelare och -tränare
- 11 juni – Sara Wedlund, 45, svensk långdistans- och terränglöpare[66]
- 10 juli – Gian-Franco Kasper, 77, schweizisk idrottsledare[67]
- 10 juli – Paul Mariner, 68, engelsk fotbollsspelare
- 27 juli – Einar Bruno Larsen, 81, norsk fotbollsspelare
- 9 augusti – Olivia Podmore, 24, nyzeeländsk cyklist
- 15 augusti – Gerd Müller, 75, tysk fotbollsspelare
- 19 augusti – Trygve Brudevold, 100, norsk bobåkare
- 29 augusti – Jacques Rogge, 79, belgisk ordförande i Internationella olympiska kommittén
- 2 september – Hans Antonsson, 86, svensk brottare[68]
- 18 september – Chris Anker Sørensen, 37, dansk cyklist
- 19 september – Jimmy Greaves, 81, engelsk fotbollsspelare
- 2 november – Tomas Leandersson, 55, svensk bowlingspelare.[69]